# Хрещатицкий, Ростислав Александрович
Ростислав Александрович Хрещатицкий (30 марта [11 апреля] 1841 — 20 января [2 февраля] 1906) — генерал от кавалерии, командующий войсками Приамурского военного округа и войсковой наказный атаман Приамурских казачьих войск (Амурского и Уссурийского), исправляющий должность Приамурского генерал-губернатора.

## Биография
Ростислав Хрещатицкий родился 30 марта (11 апреля) 1841 года в станице Луганской области Войска Донского в семье казачьего офицера. Продолжая военную династию, окончил Пажеский корпус и в 1861 году начал свою службу сотником в Донском казачьем полку, стоявшем на Кавказе. 19 июля 1863 года был переведён корнетом гвардии в лейб-гвардии Казачий полк.
- Поручик — с 19 апреля 1864 года.
- Штабс-ротмистр — с 13 апреля 1866 года.
- Ротмистр — с 31 марта 1868 года.
- 1869 год — назначен войсковым есаулом при войсковом наказном атамане Донского казачьего войска.
- С 28 марта 1871 года — полковник[1].
- С 27 марта 1873 года — командир 27-го Донского казачьего полка.

В последующем этот полк переименовали в Донской 12-й казачий полк. В ходе Русско-турецкой войны 1877—1878 годов полк активно участвовал в боевых действиях на территории Болгарии.
- 30 августа 1880 года произведён в генерал-майоры со старшинством с 30 августа 1882 года[2].
- С 26 марта 1881 года Хрещатицкий командовал 2-й бригадой 6-й кавалерийской дивизии.
- С 7 мая 1884 года — командир 2-й бригады 10-й кавалерийской дивизии.

В состав двух бригад этих дивизий входили только казачьи полки, которыми и командовал Ростислав Александрович.
- В 1888 году он был назначен начальником Таганрогского округа Области войска Донского.

В 1880-х и 1890-х годах Хрещатицкий состоял в комитете, занимавшемся вопросами обмундирования, вооружения и тактики действий казачьих войск. Он предложил новый образец навершия казачьей пики, который был утверждён в 1891 году и принят на вооружение в степных казачьих войсках. В этом же году он стал командиром 3-й гвардейской казачьей бригады 1-й гвардейской кавалерийской дивизии. В состав его бригады входили Донские лейб-гвардии Казачий полк и Атаманский полки, лейб-гвардии Сводно-Казачий полк.
- 10 марта 1893 года был произведён в генерал-лейтенанты (старшинство с 30 августа 1893 года) и назначен начальником 2-й Сводно-Казачьей дивизии[3], состоявшей из двух донских, одного кубанского и одного терского казачьих полков.

- 13 июня 1899 года — назначен командиром 14-го армейского корпуса, входящего в состав Варшавского военного округа.

28 марта 1904 года произведён в генералы от кавалерии, а 14 ноября поставлен командующим войсками Приамурского военного округа и войсковым наказным атаманом Приамурских казачьих войск — Амурского и Уссурийского. А уже 2 декабря назначен Приамурским генерал-губернатором. В это время шла Русско-японская война и ему было необходимо организовывать защиту Приамурья, заниматься мобилизацией казачества, охраной сухопутных границ государства на Дальнем Востоке.
Скончался 20 января (2 февраля) 1906 года в Хабаровске. Позднее по просьбе донских казаков его прах перезахоронили на кладбище в Новочеркасске — столице Донского казачества, с которым он был связан всю свою жизнь.

## Награды

### Русско-турецкая война 1877—1878 годов
- Орден Св. Владимира 4-й степени с мечами — за проявленную доблесть.
- Золотое оружие (шашка с надписью «За храбрость»)[6] — за действия полка у селения Черноводы.
- Орден Св. Анны 2-й степени — за действия при Красном и Кадыке.
- Орден Св Владимира 3-й степени с мечами — за бои при Трестенике и Мечке.

## Вклад в культуру
Родился Ростислав Александрович в семье донского казака и всю жизнь увлекался казачьим фольклором. Он собирал донские казачьи песни и издавал сборники таких песен. Сам он написал войсковой марш Донского казачества.